# Thalía's Hits Remixed
Thalía's Hits Remixed je druhý výběr největších hitů a také první remixové album Thalíe, které vyšlo 25. února 2003.

## Seznam písní
1. "A Quién le Importa" (Club Mix Hex Hector-Mac Qualye Re-Mixes) – 7:12
2. "It's My Party" (English Version) – 3:56
3. "Amor a la Mexicana" (Cuca's Fiesta Mix) – 6:49
4. "Piel Morena" (Hitmakers Remix) – 5:12
5. "Mujer Latina" (Remix "España") – 3:52
6. "The Mexican "Dance Dance"" (Hex Hector-Mac Qualye Radio Remix) – 3:26
7. "No me Enseñaste" (Estéfano Remix) – 4:18
8. "Entre el Mar y una Estrella" (Pablo Flores Club Mix) – 10:50
9. "Por Amor" (Primera Vez Remix) – 4:39
10. "Tú y Yo" (Ballad Version) – 3:28
11. "Entre el Mar y una Estrella/Arrasando" (Medley) – 6:37
12. "A Quién le Importa" (Bonus Enhanced Video)

## Umístění ve světě
| Hitparáda (2003)                | Umístění | Prodej  | Ocenění |
| ------------------------------- | -------- | ------- | ------- |
| Argentina Top 40 Album          | 8        | 13,000  |         |
| Mexiko Top 100 Album            | 3        | 100,000 | Zlato   |
| USA Billboard Top Elektro Album | 4        |         |         |
| USA Billboard Top Album         | 26       |         |         |
| USA Billboard Top Latino Album  | 7        | 50,000  | Platina |
| USA Billboard Latino Pop Album  | 4        |         |         |